# Curassanthura halma
Curassanthura halma är en kräftdjursart som beskrevs av Brian Frederick Kensley 1981. Curassanthura halma ingår i släktet Curassanthura och familjen Leptanthuridae. Inga underarter finns listade i Catalogue of Life.